# Run Like Hell
Run Like Hell ist ein Lied der britischen Rockband Pink Floyd. Es wurde im Jahr 1979 auf dem Konzeptalbum The Wall und im April 1980 als Single veröffentlicht.

## Hintergrund
Die Musik wurde von David Gilmour geschrieben, der Text stammt von Roger Waters. Der Song, der Pink beschreibt, wie er sich auf der Bühne wie ein faschistischer Diktator fühlt, sich über Minderheiten lustig macht und Verfolgungswahn verspürt, enthält das einzige Keyboardsolo des The-Wall-Albums: Nach der letzten gesungenen Passage wird ein Synthesizersolo gespielt. Danach wird die Musik reduziert: die Gitarre spielt nur ein Ostinato mit rhythmischem Echo und kurzen Variationen des Riffs. In dem Stück werden Soundeffekte verwendet, um ein Gefühl der Paranoia zu erzeugen. Klänge wie grausames Lachen, Lauf- und Bremsgeräusche sowie ein lauter Schrei unterstützen diese Stimmung.
Auch die Musik dieses Liedes hat – wie schon bei Comfortably Numb – ihre Wurzeln auf dem ersten Soloalbum David Gilmours: Short and Sweet kann als Vorläufer von Run Like Hell gesehen werden.

## Musiker
- Roger Waters – Gesang, Bass
- David Gilmour – Gitarre, Chorgesang
- Nick Mason – Schlagzeug
- Richard Wright – Prophet 5-Synthesizer

mit:
- Bobbye Hall – Congas und Bongos

## Cover-Versionen
- Im Jahr 2001 veröffentlichte die kanadische Heavy-Metal-Band Kittie den Song auf dem Album Oracle
- The Disco Biscuits spielen ihre Version von Run Like Hell seit 1997
- Violinist Andrej Kurti und Cellist Victor Uzur nahmen eine Instrumental-Version für ihr Album The Entertainers auf
- 2011 nahm die italienische Gruppe Mastercastle ein Cover auf dem Album Last Desire special edition auf